# Alexandru Bourceanu
Alexandru Bourceanu (Galați, 24 april 1985) is een Roemeens voormalig voetballer die doorgaans speelde als middenvelder. Tussen 2004 en 2019 was hij actief voor Dunărea Galați, Oțelul Galați, Poli Timișoara, Steaua Boekarest, Trabzonspor, opnieuw Steaua Boekarest, Arsenal Toela, Dunărea Călărași en Gloria Buzău. Bourceanu maakte in 2009 zijn debuut in het Roemeens voetbalelftal en kwam uiteindelijk tot zevenentwintig interlandoptredens.

## Clubcarrière
Bourceanu werd geboren in Galați en speelde gedurende de eerste jaren van zijn professionele carrière voor twee clubs uit die  stad, namelijk Dunărea Galați en Oțelul Galați. In 2009 verkaste de defensief ingestelde middenvelder naar Politehnica Timișoara, waar hij twee jaar actief zou zijn, voordat hij naar Steaua Boekarest trok. Na slechts tien wedstrijden in het shirt van die club werd hij al benoemd tot nieuwe aanvoerder van de club. In de twee jaar dat Bourceanu bij Steaua speelde won hij twee prijzen; in 2013 zowel het landskampioenschap als de Supercup. Op 3 februari 2014 maakte de middenvelder de overstap naar Trabzonspor, waar hij voor drieënhalf jaar tekende. Na een half jaar werd hij op huurbasis teruggestuurd naar Steaua. Na zijn terugkeer bij Trabzonspor kwam Bourceanu niet meer aan spelen toe. Hierdoor besloot hij in oktober 2015 zijn contract in te leveren. Hierop keerde de Roemeen op vaste basis terug naar Steaua. In januari 2017 maakte hij de overstap naar Arsenal Toela, waar hij zijn handtekening zette onder een verbintenis voor de duur van anderhalf jaar. Na afloop van dit contract liet hij de club achter zich, waarna hij voor twee jaar tekende bij Dunărea Călărași. Eind 2019 tekende hij voor Gloria Buzău. Nadat zijn kortlopende contract hier was afgelopen besloot Bourceanu op vierendertigjarige leeftijd een punt te zetten achter zijn actieve loopbaan.

## Interlandcarrière
Bourceanu debuteerde in het Roemeens voetbalelftal op 11 februari 2009. Op die dag werd een vriendschappelijke wedstrijd tegen Kroatië met 1–2 verloren. De middenvelder begon op de bank en viel in de tweede helt in voor Paul Codrea.
| Interlands van Alexandru Bourceanu voor Roemenië | Interlands van Alexandru Bourceanu voor Roemenië | Interlands van Alexandru Bourceanu voor Roemenië | Interlands van Alexandru Bourceanu voor Roemenië | Interlands van Alexandru Bourceanu voor Roemenië | Interlands van Alexandru Bourceanu voor Roemenië | Interlands van Alexandru Bourceanu voor Roemenië |
| №                                                | Datum                                            | Wedstrijd                                        | Uitslag                                          | Competitie                                       | Goals                                            |                                                  |
| Als speler bij Oțelul Galați                     | Als speler bij Oțelul Galați                     | Als speler bij Oțelul Galați                     | Als speler bij Oțelul Galați                     | Als speler bij Oțelul Galați                     | Als speler bij Oțelul Galați                     | Als speler bij Oțelul Galați                     |
| ------------------------------------------------ | ------------------------------------------------ | ------------------------------------------------ | ------------------------------------------------ | ------------------------------------------------ | ------------------------------------------------ | ------------------------------------------------ |
| 1                                                | 11 februari 2009                                 | Roemenië – Kroatië                               | 1 – 2                                            | Vriendschappelijk                                |                                                  |                                                  |
| Als speler bij Politehnica Timișoara             |                                                  |                                                  |                                                  |                                                  |                                                  |                                                  |
| 2                                                | 3 juni 2011                                      | Roemenië – Bosnië en Herzegovina                 | 3 – 0                                            | EK 2012 kwalificatie                             |                                                  |                                                  |
| 3                                                | 7 juni 2011                                      | Brazilië – Roemenië                              | 1 – 0                                            | Vriendschappelijk                                |                                                  |                                                  |
| 4                                                | 12 juni 2011                                     | Paraguay – Roemenië                              | 2 – 0                                            | Vriendschappelijk                                |                                                  |                                                  |
| Als speler bij Steaua Boekarest                  |                                                  |                                                  |                                                  |                                                  |                                                  |                                                  |
| 5                                                | 6 september 2011                                 | Roemenië – Frankrijk                             | 0 – 0                                            | EK 2012 kwalificatie                             |                                                  |                                                  |
| 6                                                | 7 oktober 2011                                   | Roemenië – Wit-Rusland                           | 2 – 2                                            | EK 2012 kwalificatie                             |                                                  |                                                  |
| 7                                                | 11 oktober 2011                                  | Albanië – Roemenië                               | 1 – 1                                            | EK 2012 kwalificatie                             |                                                  |                                                  |
| 8                                                | 27 januari 2012                                  | Turkmenistan – Roemenië                          | 0 – 4                                            | Vriendschappelijk                                |                                                  |                                                  |
| 9                                                | 29 februari 2012                                 | Roemenië – Uruguay                               | 1 – 1                                            | Vriendschappelijk                                |                                                  |                                                  |
| 10                                               | 30 mei 2012                                      | Zwitserland – Roemenië                           | 0 – 1                                            | Vriendschappelijk                                |                                                  |                                                  |
| 11                                               | 5 juni 2012                                      | Oostenrijk – Roemenië                            | 0 – 0                                            | Vriendschappelijk                                |                                                  |                                                  |
| 12                                               | 15 augustus 2012                                 | Slovenië – Roemenië                              | 4 – 3                                            | Vriendschappelijk                                |                                                  |                                                  |
| 13                                               | 7 september 2012                                 | Estland – Roemenië                               | 0 – 2                                            | WK 2014 kwalificatie                             |                                                  |                                                  |
| 14                                               | 11 september 2012                                | Roemenië – Andorra                               | 4 – 0                                            | WK 2014 kwalificatie                             |                                                  |                                                  |
| 15                                               | 12 oktober 2012                                  | Turkije – Roemenië                               | 0 – 1                                            | WK 2014 kwalificatie                             |                                                  |                                                  |
| 16                                               | 16 oktober 2012                                  | Roemenië – Nederland                             | 1 – 4                                            | WK 2014 kwalificatie                             |                                                  |                                                  |
| 17                                               | 14 november 2012                                 | Roemenië – België                                | 2 – 1                                            | Vriendschappelijk                                |                                                  |                                                  |
| 18                                               | 6 februari 2013                                  | Australië – Roemenië                             | 2 – 3                                            | Vriendschappelijk                                |                                                  |                                                  |
| 19                                               | 22 maart 2013                                    | Hongarije – Roemenië                             | 2 – 2                                            | WK 2014 kwalificatie                             |                                                  |                                                  |
| 20                                               | 26 maart 2013                                    | Nederland – Roemenië                             | 4 – 0                                            | WK 2014 kwalificatie                             |                                                  |                                                  |
| 21                                               | 6 september 2013                                 | Roemenië – Hongarije                             | 3 – 0                                            | WK 2014 kwalificatie                             |                                                  |                                                  |
| 22                                               | 11 oktober 2013                                  | Andorra – Roemenië                               | 0 – 4                                            | WK 2014 kwalificatie                             |                                                  |                                                  |
| 23                                               | 15 oktober 2013                                  | Roemenië – Estland                               | 2 – 0                                            | WK 2014 kwalificatie                             |                                                  |                                                  |
| 24                                               | 15 november 2013                                 | Griekenland – Roemenië                           | 3 – 1                                            | WK 2014 kwalificatie                             |                                                  |                                                  |
| Als speler bij Trabzonspor                       |                                                  |                                                  |                                                  |                                                  |                                                  |                                                  |
| 25                                               | 5 maart 2014                                     | Roemenië – Argentinië                            | 0 – 0                                            | Vriendschappelijk                                |                                                  |                                                  |
| 26                                               | 31 mei 2014                                      | Albanië – Roemenië                               | 0 – 1                                            | Vriendschappelijk                                |                                                  |                                                  |
| 27                                               | 4 juni 2014                                      | Algerije – Roemenië                              | 2 – 1                                            | Vriendschappelijk                                |                                                  |                                                  |

## Erelijst
| Liga 1             | 2 | 2012/13, 2014/15 |
| Cupa României      | 1 | 2014/15          |
| Cupa Ligii         | 2 | 2014/15, 2015/15 |
| Supercupa României | 1 | 2013             |